# Phù Dung
Phù Dung (chữ Hán giản thể:芙蓉区, Hán Việt: Phù Dung khu) là một quận thuộc địa cấp thị Trường Sa, tỉnh Hồ Nam, Cộng hòa Nhân dân Trung Hoa. Phù Dung nằm ở phía tây của trung tâm thành phố Trường Sa. Phía đông giáp huyện Trường Sa của Hồ Nam, phía bắc giáp quận Khai Phúc, nam giáp Vũ Hoa, tây giáp Thiên Tâm. Quận này có diện tích 42 km2, dân số 345.800 người. Quận Phù Dung được thành lập ngày 22 tháng 4 năm 1996. được chia ra các đơn vị hành chính gồm 13 nhai đạo, 0 trấn và 0 hương. Năm 2003, GDP của quận này là 2.773 triệu nhân dân tệ. Quận lỵ đóng tại đường Nhân dân.